# Eli Pariser
Pour les articles homonymes, voir Pariser.
Eli Pariser, né le 17 décembre 1980 à Lincolnville dans l'État du Maine aux États-Unis, est un militant Internet américain orienté à gauche, directeur général de Upworthy. Il est le cofondateur de Avaaz.org et le président du conseil de MoveOn.

## Biographie
Eli Pariser est connu pour son livre The Filter Bubble, qui présente le concept de bulle de filtres. Par exemple, un libéral (au sens américain du terme) cherchant « BP » sur un moteur de recherche trouvera sans doute de l'information sur la catastrophe pétrolière dans le Golfe du Mexique, tandis qu'un conservateur trouvera des informations financières sur la compagnie pétrolière. La personnalisation d'Internet en fonction des cookies de l'utilisateur et de l'analyse systématique des données enferme l'internaute dans sa propre vision du monde.
C'est ce qu'il décrit comme une auto-propagande dans un article au magazine Time :
« Vous vous endoctrinez vous-même avec vos propres opinions. Vous ne réalisez pas que ce que vous voyez n’est qu’une partie du tableau. Et cela a des conséquences sur la démocratie : pour être un bon citoyen, il faut que vous puissiez vous mettre à la place des autres et avoir une vision d’ensemble. Si tout ce que vous voyez s’enracine dans votre propre identité, cela devient difficile, voire impossible. »,.

## Ouvrage
- Eli Pariser, The Filter Bubble: What the Internet Is Hiding from You, New York, Penguin Press, 2011  (ISBN 978-1-59420-300-8)